# Provincia de Údine
Údine (en italiano: provincia di Udine; en friulano: provincie di Udin) es una provincia de la región del Friul-Venecia Julia, en Italia, y que tiene frontera con Austria y Eslovenia. Su capital y ciudad más poblada es Údine.
Tiene una superficie de 4905 km² y una población total de 528.441 hab. (2001). Hay 137 comuni (municipios) en la provincia (fuente: ISTAT, véase este enlace).

## Principales municipios
| Municipio              | Población |
| ---------------------- | --------- |
| Údine                  | 96.588    |
| Codroipo               | 14.943    |
| Tavagnacco             | 13.397    |
| Cervignano del Friuli  | 12.705    |
| Latisana               | 12.700    |
| Cividale del Friuli    | 11.498    |
| Gemona del Friuli      | 11.146    |
| Tolmezzo               | 10.534    |
| Tarcento               | 8.989     |
| Pasian di Prato        | 8.862     |
| San Daniele del Friuli | 7.963     |
| Tricesimo              | 7.510     |
| San Giorgio di Nogaro  | 7.428     |
| Campoformido           | 7.382     |
| Manzano                | 6.862     |
| Buja                   | 6.766     |
| Lignano Sabbiadoro     | 6.759     |
| Pozzuolo del Friuli    | 6.560     |
| Fagagna                | 6.115     |
| Majano                 | 6.011     |